# El Hoyo
El Hoyo est une localité rurale argentine située dans le département de Cushamen, dans la province de Chubut.

## Géographie
Le centre ville se trouve à seulement 226 mètres d'altitude, du côté de la RN 40 (ex 258), qui la relie à 150 km au nord à l'importante ville touristique de Bariloche dans la province de Río Negro, à Esquel dans le Chubut à 165 km au sud ; et au-delà de ces deux villes à tout l'ouest montagneux argentin sur les pentes de la Cordillère des Andes.
El Hoyo est situé à 12 km au sud d'El Bolsón, à 10 km à l'est de Lago Puelo, à 35 km au nord d'Epuyén, et fait partie, avec ces localités et d'autres de la région, du groupe de villages et de lieux de montagne connus sous le nom de Comarca andina del Paralelo 42.

## Démographie
La localité compte 2 947 habitants (Indec, 2010), ce qui représente une augmentation de 154 % par rapport au précédent recensement de 2001 qui comptait 1 599 habitants.